# Список обозначений в физике

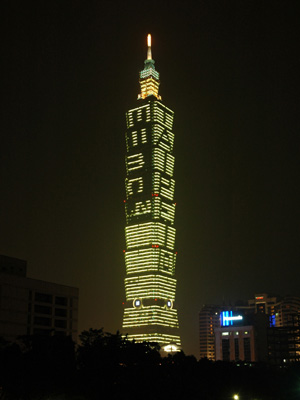
Формула Эйнштейна на небоскрёбе Тайбэй 101.

Список обозначений в физике включает обозначения понятий в физике из школьного и университетского курсов. Также включены и общие математические понятия и операции для того, чтобы сделать возможным полное прочтение физических формул.
Для обозначения физических величин и понятий в физике используются буквы латинского и греческого алфавитов, а также несколько специальных символов и диакритических знаков. Поскольку количество физических величин больше количества букв в латинском и греческом алфавитах, одни и те же буквы используются для обозначения различных величин. Для некоторых физических величин принято несколько обозначений (например для энергии, скорости, длины и других), чтобы предотвратить путаницу с другими величинами в данном разделе физики.

## Шрифты
В печатном тексте математические обозначения, использующие латиницу, принято писать курсивом. Названия функций, а также цифры и греческие буквы оставляют прямыми. Буквы также могут быть записаны различными шрифтами для того, чтобы различать природу величин или математических операций. В частности, векторные величины принято обозначать жирным шрифтом, а тензорные величины — рубленым шрифтом. Иногда также для обозначения используется готический шрифт. Интенсивные величины обычно обозначаются строчными, а экстенсивные — заглавными буквами.

## Латинская азбука
В силу исторических причин, многие из обозначений используют латинские буквы — от первой буквы слова, обозначающего понятие на иностранном языке (преимущественно латинском, английском, французском и немецком). Когда такая связь существует, это обозначено в скобках. Среди латинских букв для обозначения физических величин практически не используется буква O.
| Символ            | Значение и происхождение |
| ----------------- | --- |
| {\displaystyle A} | Площадь (лат. area), векторный потенциал, работа (нем. Arbeit), амплитуда (лат. amplitudo), параметр вырождения, Работа выхода (нем. Austrittsarbeit), коэффициент Эйнштейна для спонтанного излучения, массовое число |
| {\displaystyle a} | Ускорение (лат. acceleratio), амплитуда (лат. amplitudo), активность (лат. activitas), коэффициент температуропроводности, вращательная способность, радиус Бора, натуральный показатель поглощения света |
| {\displaystyle B} | Вектор магнитной индукции, барионный заряд (англ. baryon number), удельная газовая постоянная, вириальний коэффициент, функция Бриллюэна (англ. Brillion function), ширина интерференционной полосы (нем. Breite), яркость, постоянная Керра, коэффициент Эйнштейна для вынужденного излучения, коэффициент Эйнштейна для поглощения, вращательная постоянная молекулы                                                                           |
| {\displaystyle b} | Вектор магнитной индукции, красивый кварк (англ. beauty/bottom quark), постоянная Вина, ширина распада (нем. Breite) |
| {\displaystyle C} | Электрическая ёмкость (англ. capacitance), теплоёмкость (англ. heatcapacity), постоянная интегрирования (лат. constans), очарование (чарм, шарм; англ. charm), коэффициенты Клебша — Гордана (англ. Clebsch-Gordan coefficients), постоянная Коттона — Мутона (англ. Cotton-Mouton constant), кривизна (лат. curvatura) |
| {\displaystyle c} | Скорость света (лат. celeritas), скорость звука (лат. celeritas), Теплоёмкость (англ. heat capacity), очарованный кварк (англ. charm quark), концентрация (англ. concentration), первая радиационная постоянная, вторая радиационная постоянная, удельная теплоёмкость |
| {\displaystyle D} | Вектор электрической индукции (англ. electric displacement field), Коэффициент диффузии (англ. diffusion coefficient), Оптическая сила (англ. dioptric power), коэффициент прохождения, тензор квадрупольного электрического момента, угловая дисперсия спектрального прибора, линейная дисперсия спектрального прибора, коэффициент прозрачности потенциального барьера, D-мезон (англ. D meson), Диаметр (лат. diametros, др.-греч. διάμετρος) |
| {\displaystyle d} | Расстояние (лат. distantia), Диаметр (лат. diametros, др.-греч. διάμετρος), дифференциал (лат. differentia), нижний кварк (англ. down quark), дипольный момент (англ. dipole moment), период дифракционной решётки, толщина (нем. Dicke) |
| {\displaystyle E} | Энергия (лат. energīa), напряжённость электрического поля (англ. electric field), Электродвижущая сила (англ. electromotive force), магнитодвижущая сила, освещенность (фр. éclairement lumineux), излучательная способность тела, модуль Юнга |
| {\displaystyle e} | Основание натуральных логарифмов (2,71828…), электрон (англ. electron), элементарный электрический заряд (англ. elementaty electric charge), константа электромагнитного взаимодействия |
| {\displaystyle F} | Сила (лат. fortis), постоянная Фарадея (англ. Faraday constant), свободная энергия Гельмгольца (нем. freie Energie), атомный фактор рассеяния, тензор электромагнитного поля, магнитодвижущая сила, модуль сдвига, фокусное расстояние (англ. focal length) |
| {\displaystyle f} | Частота (лат. frequentia), функция (лат. functia), летучесть (нем. Flüchtigkeit), сила (лат. fortis), фокусное расстояние (англ. focal length), сила осциллятора, коэффициент трения |
| {\displaystyle G} | Гравитационная постоянная (англ. gravitational constant), тензор Эйнштейна, свободная энергия Гиббса (англ. Gibbs free energy), метрика пространства-времени, вириал, парциальная мольная величина, поверхностная активность адсорбата, модуль сдвига, полный импульс поля, Глюон (англ. gluon), константа Ферми, квант проводимости, электрическая проводимость, Вес (нем. Gewichtskraft)                                                       |
| {\displaystyle g} | Ускорение свободного падения (англ. gravitational acceleration), Глюон (англ. gluon), фактор Ланде, фактор вырождения, весовая концентрация, Гравитон (англ. graviton), метрический тензор |
| {\displaystyle H} | Напряжённость магнитного поля, эквивалентная доза, энтальпия (англ. heat contents или от греческой буквы «эта», H — ενθαλπος), гамильтониан (англ. Hamiltonian), функция Ганкеля (англ. Hankel function), функция Хевисайда (англ. Heaviside step function), бозон Хиггса (англ. Higgs boson), экспозиция, полиномы Эрмита (англ. Hermite polynomials)                                                                                           |
| {\displaystyle h} | Высота (нем. Höhe), постоянная Планка (нем. Hilfsgröße), спиральность (англ. helicity) |
| {\displaystyle I} | сила тока (фр. intensité de courant), интенсивность звука (лат. intēnsiō), интенсивность света (лат. intēnsiō), сила излучения, сила света, момент инерции, вектор намагниченности |
| {\displaystyle i} | Мнимая единица (лат. imaginarius), единичный вектор (координатный орт) |
| {\displaystyle J} | Плотность тока (также 4-вектор плотности тока), момент импульса, функция Бесселя, момент инерции, полярный момент инерции сечения, вращательное квантовое число, сила света, J/ψ-мезон |
| {\displaystyle j} | Мнимая единица (в электротехнике и радиоэлектронике), плотность тока (также 4-вектор плотности тока), единичный вектор (координатный орт) |
| {\displaystyle K} | Каона (англ. kaons), термодинамическая константа равновесия, коэффициент электронной теплопроводности металлов, модуль всестороннего сжатия, механический импульс, постоянная Джозефсона, кинетическая энергия |
| {\displaystyle k} | Коэффициент (нем. Koeffizient), постоянная Больцмана, теплопроводность, волновое число, единичный вектор (координатный орт) |
| {\displaystyle L} | Момент импульса, дальность полёта, удельная теплота парообразования и конденсации, индуктивность, функция Лагранжа (англ. Lagrangian), классическая функция Ланжевена (англ. Langevin function), число Лоренца (англ. Lorenz number), уровень звукового давления, полиномы Лагерра (англ. Laguerre polynomials), орбитальное квантовое число, энергетическая яркость, яркость (англ. luminance)                                                  |
| {\displaystyle l} | Длина (англ. length), длина свободного пробега (англ. length), орбитальное квантовое число, радиационная длина |
| {\displaystyle M} | Момент силы, масса (лат. massa, от др.-греч. μᾶζα, кусок теста), вектор намагниченности (англ. magnetization), крутящий момент, число Маха, взаимная индуктивность, магнитное квантовое число, молярная масса |
| {\displaystyle m} | Масса, магнитное квантовое число (англ. magnetic quantum number), магнитный момент (англ. magnetic moment), эффективная масса, дефект массы, масса Планка |
| {\displaystyle N} | Количество (лат. numerus), постоянная Авогадро, число Дебая, полная мощность излучения, увеличение оптического прибора, концентрация, мощность, сила нормальной реакции |
| {\displaystyle n} | Показатель преломления, количество вещества, нормальный вектор, единичный вектор, нейтрон (англ. neutron), количество (англ. number), основное квантовое число, частота вращения, концентрация, показатель политропы, постоянная Лошмидта |
| {\displaystyle O} | Начало координат (лат. origo) |
| {\displaystyle P} | Мощность (лат. potestas), давление (лат. pressūra), полиномы Лежандра, вес (фр. poids), сила тяжести, вероятность (лат. probabilitas), поляризуемость, периметр, вероятность перехода, импульс (также 4-импульс, обобщённый импульс; лат. petere) |
| {\displaystyle p} | Импульс (также 4-импульс, обобщённый импульс; лат. petere), протон (англ. proton), дипольный момент, волновой параметр, давление, число полюсов, плотность. |
| {\displaystyle Q} | Электрический заряд (англ. quantity of electricity), количество теплоты (англ. quantity of heat), объёмный расход, обобщённая сила, хладопроизводительность, энергия излучения, световая энергия, добротность (англ. quality factor), нулевой инвариант Аббе, квадрупольный электрический момент (англ. quadrupole moment), энергия ядерной реакции                                                                                              |
| {\displaystyle q} | Электрический заряд, обобщённая координата, количество теплоты (англ. quantity of heat), эффективный заряд, добротность |
| {\displaystyle R} | Электрическое сопротивление (англ. resistance), универсальная газовая постоянная, постоянная Ридберга (англ. R ydberg constant), постоянная фон Клитцинга, коэффициент отражения, сопротивление излучения (англ. resistance), разрешение (англ. resolution), светимость, пробег частицы, расстояние |
| {\displaystyle r} | Радиус (лат. radius), радиус-вектор, радиальная полярная координата, удельная теплота фазового перехода, удельная рефракция (лат. rēfractiō), расстояние |
| {\displaystyle S} | Площадь поверхности (англ. surface area), энтропия, действие, спин (англ. spin), спиновое квантовое число (англ. spin quantum number), странность (англ. strangeness), главная функция Гамильтона, матрица рассеяния (англ. scattering matrix), оператор эволюции, вектор Пойнтинга, крутизна передаточной характеристики |
| {\displaystyle s} | Перемещение (итал. spostamento), странный кварк (англ. strange quark), путь, пространственно-временной интервал (англ. spacetime interval), оптическая длина пути |
| {\displaystyle T} | Температура (лат. temperātūra), период (лат. tempus), сила натяжения нити, кинетическая энергия, критическая температура, терм, период полураспада, критическая энергия, изоспин |
| {\displaystyle t} | Время (лат. tempus), истинный кварк (англ. true quark), правдивость (англ. truth), планковское время |
| {\displaystyle U} | Внутренняя энергия, потенциальная энергия, вектор Умова, потенциал Леннард-Джонса, потенциал Морзе, 4-скорость, электрическое напряжение |
| {\displaystyle u} | Верхний кварк (англ. up quark), скорость, подвижность, удельная внутренняя энергия, групповая скорость |
| {\displaystyle V} | Объём (фр. volume), электрическое напряжение (англ. voltage), потенциальная энергия, видность полосы интерференции, постоянная Верде (англ. Verdet constant) |
| {\displaystyle v} | Скорость (лат. vēlōcitās), фазовая скорость, удельный объём |
| {\displaystyle W} | Механическая работа (англ. work), работа выхода, W-бозон, энергия, энергия связи атомного ядра, мощность |
| {\displaystyle w} | Скорость, плотность энергии, коэффициент внутренней конверсии, ускорение |
| {\displaystyle X} | Реактивное сопротивление, продольное увеличение, X-бозон |
| {\displaystyle x} | Переменная, перемещение по оси х, абсцисса (декартова координата), молярная концентрация, постоянная ангармоничности, расстояние |
| {\displaystyle Y} | Гиперзаряд, силовая функция, линейное увеличение, сферические функции, Y-бозон |
| {\displaystyle y} | ордината (декартова координата) |
| {\displaystyle Z} | Импеданс, Z-бозон, атомный номер или зарядовое число ядра (нем. Ordnungszahl), статистическая сумма (нем. Zustandssumme), вектор Герца, валентность, полное электрическое сопротивление (импеданс), угловое увеличение, волновое сопротивление вакуума |
| {\displaystyle z} | аппликата (декартова координата) |

### Обозначения с несколькими буквами
Для обозначения некоторых величин иногда используют несколько букв или и отдельные слова или аббревиатуры. Так, постоянная величина в формуле обозначается часто как {\displaystyle \operatorname {const} }. Дифференциал обозначается малой буквой {\displaystyle d} перед названием величины, например {\displaystyle dx}.
Латинские названия математических функций и операций, которые часто используются в физике:
| Символ                                                                      | Значение              |
| --------------------------------------------------------------------------- | --------------------- |
| {\displaystyle \operatorname {div} }                                        | дивергенция           |
| {\displaystyle \operatorname {grad} }                                       | градиент              |
| {\displaystyle \lim }                                                       | предел                |
| {\displaystyle \operatorname {rect} }                                       | прямоугольная функция |
| {\displaystyle \operatorname {rot} }                                        | ротор                 |
| {\displaystyle \operatorname {sgn} }, {\displaystyle \operatorname {sign} } | Signum-функция        |
| {\displaystyle \operatorname {sinc} }                                       | функция sinc          |

## Греческая азбука
Заглавные греческие буквы, которые в написании похожи на латинские ({\displaystyle \mathrm {A} ,\mathrm {B} ,\mathrm {E} ,\mathrm {Z} ,\mathrm {H} ,\mathrm {I} ,\mathrm {K} ,\mathrm {M} ,\mathrm {N} ,\mathrm {O} ,\mathrm {P} ,\mathrm {T} ,\Upsilon ,\mathrm {X} }), используются очень редко.
| Символ                  | Значение |
| ----------------------- | -------- |
| {\displaystyle \alpha } |          |

| {\displaystyle \beta }       | Угол, бета-частицы, скорость частицы разделена на скорость света, коэффициент квазиупругой силы, матрицы Дирака, изотермическая сжимаемость, адиабатическая сжимаемость, коэффициент затухания, угловая ширина полос интерференции, угловое ускорение |
| {\displaystyle \Gamma }      | Гамма-функция, символы Кристоффеля, фазовое пространство, величина адсорбции, циркуляция скорости, ширина энергетического уровня |
| {\displaystyle \gamma }      | Угол, фактор Лоренца, фотон, гамма-лучи, удельный вес, матрицы Паули, гиромагнитное отношение, термодинамический коэффициент давления, коэффициент поверхностной ионизации, матрицы Дирака, показатель адиабаты |
| {\displaystyle \Delta }      | Изменение величины (напр. {\displaystyle \Delta x}), оператор Лапласа, дисперсия, флуктуация, степень линейной поляризации, квантовый дефект, абсолютная погрешность при измерении |
| {\displaystyle \delta }      | вариация, относительная погрешность при измерении, дельта-функция Дирака, дельта Кронекера |
| {\displaystyle \varepsilon } | Электрическая постоянная, диэлектрическая проницаемость, угловое ускорение, единичный антисимметричный тензор, энергия, электродвижущая сила, тензор деформации |
| {\displaystyle \zeta }       | Дзета-функция Римана |
| {\displaystyle \eta }        | КПД, динамический коэффициент вязкости, метрический тензор Минковского, коэффициент внутреннего трения, вязкость, фаза рассеяния, эта-мезон |
| {\displaystyle \Theta }      | Статистическая температура, точка Кюри, термодинамическая температура, момент инерции, функция Хевисайда |
| {\displaystyle \theta }      | Угол к оси X в плоскости XY в сферической и цилиндрической системах координат, потенциальная температура, температура Дебая, угол нутации, нормальная координата, мера смачивания, угол Каббибо, угол Вайнберга |
| {\displaystyle \kappa }      | Коэффициент экстинкции, показатель адиабаты, магнитная восприимчивость среды, парамагнитная восприимчивость |
| {\displaystyle \Lambda }     | Космологическая постоянная, оператор Лежандра, лямбда-барион |
| {\displaystyle \lambda }     | Длина волны, удельная теплота плавления, линейная плотность, средняя длина свободного пробега, комптоновская длина волны, собственное значение оператора, матрицы Гелл-Мана |
| {\displaystyle \mu }         | Коэффициент трения, динамическая вязкость, магнитная проницаемость, магнитная постоянная, химический потенциал, магнетон Бора, мюон, возведённая масса, молярная масса, коэффициент Пуассона, ядерный магнетон |
| {\displaystyle \nu }         | Частота, нейтрино, кинематический коэффициент вязкости, стехиометрический коэффициент, количество вещества, ларморова частота, колебательное квантовое число |
| {\displaystyle \Xi }         | Большой канонический ансамбль, кси-гиперон |
| {\displaystyle \xi }         | Длина когерентности, холодильный коэффициент, коэффициент Дарси |
| {\displaystyle \Pi }         | Оператор произведения, коэффициент Пельтье, вектор Пойнтинга |
| {\displaystyle \pi }         | Число пи (3,14159…), пи-связь, пи-мезон, чётность |
| {\displaystyle \rho }        | Удельное сопротивление, плотность, плотность заряда, радиус в полярной системе координат, сферической и цилиндрической системах координат, матрица плотности, плотность вероятности |
| {\displaystyle \Sigma }      | Оператор суммирования, сигма-гиперон |
| {\displaystyle \sigma }      | Электропроводность, механическое напряжение (измеряемое в Па), постоянная Стефана — Больцмана, поверхностная плотность, поверхностная плотность заряда, поперечное сечение реакции, сигма-связь, секторная скорость, коэффициент поверхностного натяжения, удельная фотопроводимость, дифференциальное сечение рассеяния, постоянная экранирования, толщина, матрица Паули |
| {\displaystyle \tau }        | Время жизни, тау-лептон, интервал времени, период колебаний, линейная плотность зарядов, коэффициент Томсона, время когерентности, матрица Паули (для изоспина), тангенциальный вектор |
| {\displaystyle \Upsilon }    | Ипсилон-мезон |
| {\displaystyle \Phi }        | Магнитный поток, поток электрического смещения, работа выхода, диссипативная функция Рэлея, свободная энергия Гиббса, поток энергии волны, оптическая сила линзы, поток излучения, световой поток, квант магнитного потока |
| {\displaystyle \phi }        | Угол, электростатический потенциал, фаза, волновая функция, угол, гравитационный потенциал, функция, Золотое сечение, потенциал поля массовых сил |
| {\displaystyle \mathrm {X} } | |
| {\displaystyle \chi }        | Частота Раби, температуропроводность, диэлектрическая восприимчивость, спиновая волновая функция |
| {\displaystyle \Psi }        | Волновая функция, апертура интерференции |
| {\displaystyle \psi }        | Отопительный коэффициент, относительная влажность воздуха, волновая функция, функция, функция тока |
| {\displaystyle \Omega }      | Ом, телесный угол, количество возможных состояний статистической системы, омега-гиперон, угловая скорость прецессии, молекулярная рефракция, циклическая частота, параметр плотности Вселенной |
| {\displaystyle \omega }      | Угловая частота, омега-мезон, вероятность состояния, ларморова частота прецессии, боровская частота, скорость течения |

## Кириллица
Кириллические буквы сейчас очень редко используются для обозначения физических величин, хотя частично применялись в русскоязычной научной традиции. Одним примером использования кириллической буквы в современной международной научной литературе есть обозначения инварианта Лагранжа буквой Ж. Гребень Дирака иногда обозначают буквой Ш, так как график функции визуально схож с формой буквы.

## Специальные символы
Многие символы, используемые в физике являются математическими.
| Символ                         | Значение                      |
| ------------------------------ | ----------------------------- |
| ≪                              | намного меньше                |
| ≫                              | намного больше                |
| ∼                              | равно по порядку величины     |
| ∝                              | пропорционально               |
| {\displaystyle \nabla }        | оператор Гамильтона           |
| {\displaystyle \nabla \cdot }  | дивергенция                   |
| {\displaystyle \nabla \times } | ротор                         |
| {\displaystyle \square }       | даламбертиан                  |
| {\displaystyle \times }        | векторное произведение        |
| {\displaystyle \otimes }       | тензорное произведение        |
| {\displaystyle \partial }      | частная производная           |
| {\displaystyle \hbar }         | приведённая постоянная Планка |
| !                              | факториал                     |
| {\displaystyle A\!\!\!/}       | слэш-обозначения Фейнмана     |
| {\displaystyle \wedge }        | внешнее произведение          |
| {\displaystyle \int _{a}^{b}}  | интеграл от a до b            |
| {\displaystyle \oint _{C}}     | интеграл по контуру           |
| Ø                              | диаметр                       |

## Скобки
В круглых скобках указывается одна или несколько переменных, от которых зависит физическая величина. Например, {\displaystyle f(x,y)} означает, что некоторая величина является функцией ({\displaystyle f}) величин {\displaystyle x} и {\displaystyle y}.
| Символ                                                                              | Значение                                                                   |
| ----------------------------------------------------------------------------------- | -------------------------------------------------------------------------- |
| {\displaystyle [\mathbf {u} ,\mathbf {v} ]}                                         | векторное произведение, коммутатор между двумя операторами, скобка Паерлза |
| {\displaystyle (\mathbf {u} ,\mathbf {v} )}                                         | скалярное произведение                                                     |
| {\displaystyle \langle n\|{\hat {A}}\|m\rangle }, {\displaystyle \langle u\rangle } | бра и кет нотация, средняя величина                                        |
| {\displaystyle \{u,v\}}                                                             | скобки Пуассона                                                            |
| {\displaystyle \|u\|}                                                               | модуль                                                                     |
| {\displaystyle \\|u\\|}                                                             | норма                                                                      |

## Диакритические знаки
Диакритические знаки добавляются к символу физической величины для обозначения определённых различий. Ниже диакритические знаки добавлены для примера к букве x.
| Символ                                | Значение                                                 |
| ------------------------------------- | -------------------------------------------------------- |
| {\displaystyle {\dot {x}}}            | первая производная по времени                            |
| {\displaystyle {\ddot {x}}}           | вторая производная по времени                            |
| {\displaystyle x^{\prime }}           | первая производная                                       |
| {\displaystyle x^{\prime \prime }}    | вторая производная                                       |
| {\displaystyle {\vec {x}}}            | векторная величина                                       |
| {\displaystyle {\bar {x}}}            | среднее значение, античастица, комплексно сопряжённое    |
| {\displaystyle {\hat {x}}}            | оператор                                                 |
| {\displaystyle {\tilde {x}}}          | подчёркивает отличие величины от предварительно принятой |
| {\displaystyle {\hat {x}}^{*}}        | оператор сопряжения                                      |
| {\displaystyle {\hat {x}}^{\dagger }} | оператор эрмитового сопряжения                           |
| Å                                     | ангстрем                                                 |

## Нижние и верхние индексы
Обозначения физических величин часто имеют нижний, верхний, или оба индекса. Обычно нижний индекс обозначает характерный признак величины, например её порядковый номер, тип, проекцию и т. п. Верхний индекс обозначает степень, кроме случаев, когда величина является тензором.

## Графические обозначения

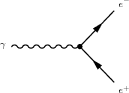
Фейнмановская диаграмма рождения электрон-позитронной пары.

Для наглядного обозначения физических процессов и математических операций используются графические обозначения: Фейнмановские диаграммы, спиновые сети и графические обозначения Пенроуза.